# Eddie Malanowicz
Edmund Eugene Malanowicz, detto Eddie (Buffalo, 30 dicembre 1910 – Cheektowaga, 5 settembre 1967), è stato un cestista e allenatore di pallacanestro statunitense, professionista nella NBL e nella NBA.

## Carriera

### Giocatore
Dopo aver giocato nella NCAA come centro a Buffalo, nella stagione 1937-1938 ha giocato 5 partite nella NBL con i Buffalo Bisons, nel corso delle quali ha segnato 7,2 punti di media a gara.

### Allenatore
Dopo essere stato per tre stagioni l'allenatore dei Rochester Royals in NBL, ed avere vinto un titolo già nella prima stagione nel 1945-1946, nella stagione 1948-49 in BAA lavora come assistente di Les Harrison sulla panchina dei Rochester Royals, dove rimane anche nella stagione 1949-50 e nella stagione 1950-51, chiusa dalla squadra con la vittoria del titolo NBA.

## Palmarès

### Giocatore
- All-Conference Center (1931)

### Allenatore
- Campione NBL (1946)
- Campionato NBA: 1

Rochester Royals: 1951